# 川の流れはバイオリンの音
『川の流れはバイオリンの音』（かわのながれはバイオリンのおと）は、NHKが制作した、音楽を題材としたテレビドラマである。正式なタイトルは『NHK特集 川の流れはバイオリンの音 〜イタリア・ポー川〜』。

## 概要
本作の製作・演出は佐々木昭一郎。主演は中尾幸世。第36回芸術祭ドラマの部大賞受賞。初出はNHK総合テレビ「NHK特集」で、放送日時は1981年5月1日19時30分 - 20時50分。1982年には海外版も制作された。何度か再放送され、他の佐々木作品と並んでDVD化の要望も高い。
佐々木作品『夢の島少女』（1974年）でデビューした中尾が、同じく佐々木作品『四季・ユートピアノ』（1980年）に続いて調律師「栄子（A子）」に扮し主演した。作中A音の特異性には言及があるが、『四季…』でピアノ調律師として独立した榮子と本作の栄子とが同一人物であるかは明示されていない。
妹のヴァイオリンを壊してしまったA子はクレモナのヴァイオリン工房を訪れる。そこで出会うのは、イタリア・ポー川の人々である。白馬のルイジ、漁師マリオ、アントニオ、ルーカ少年…… 歌声、楽器の音、自然の音、町の音と共にA子は彼等と出会い別れていく。
A子の独白によって進行するドキュメンタリー風の作品で、あえて配役に現地の素人を起用した点も作風を支えている。ヴィヴァルディ『四季』第4楽章の第2主題「暖炉の火」が頻用される。
佐々木はこのシリーズを更に続け、後の2作を含め、
- 『川の流れはバイオリンの音 〜イタリア・ポー川〜』（1981年）
- 『アンダルシアの虹 川（リバー） スペイン編』（1983年）
- 『春・音の光 川（リバー） スロバキア編』（1984年）

を総称して「川3部作」と呼ぶ。

## 関連文献
- 日本放送作家組合（編）、1982年8月15日『テレビドラマ代表作選集 1982年版』日本放送作家組合、7–41頁。